# Astragalus erioceras
Astragalus erioceras är en ärtväxtart som beskrevs av Carl Friedrich von Ledebour. Astragalus erioceras ingår i släktet vedlar, och familjen ärtväxter. Inga underarter finns listade i Catalogue of Life.